# Left Bank Pictures
La Left Bank Pictures (stilizzata in LEFT BANK Pictures) è una società di produzione cinematografica e televisiva britannica. È stata fondata nel 2007 ed è stata la prima società di media britannica a ricevere investimenti dalla BBC Worldwide, società commerciale della BBC.
Fra le produzioni di Left Bank Pictures vi sono le serie televisive Il commissario Wallander, Strike Back, DCI Banks e Outlander. La loro produzione, The Crown, è la prima serie televisiva angloamericana prodotta in esclusiva per Netflix.

## Produzioni

### Televisione
- Il commissario Wallander (Wallander) (2008-2016)
- Father & Son (2009)
- School of Comedy (2009−2010)
- Married Single Other (2010)
- Strike Back (2010-2020) (co-prodotta con Cinemax nel 2011)
- DCI Banks (2010-2016)
- Zen (2011)
- Mad Dogs (2011−2013)
- Strike Back: Project Dawn (2011)
- Cardinal Burns (2012)
- Loving Miss Hatto — film TV
- The Ice Cream Girls (2013)
- Tommy Cooper: Not Like That, Like This (2014)
- Outlander (2014-in corso)
- The Crown (2016-2023)
- The Replacement (2017)
- The Halcyon (2017)
- Philip K. Dick's Electric Dreams (2017)
- Origin (2018)
- Quiz (2020)
- Dietro i suoi occhi (Behind Her Eyes) (2020)
- L'indice della paura (2022)
- Il Commissario Gamache - Misteri a Three Pines (Three Pines) (2022)
- Who Is Erin Carter? (2023)
- Everything Now (2023)
- Insomnia (2024)
- Dept. Q - Sezione casi irrisolti (Dept. Q) (2025)
- Outlander: Blood of My Blood (2025)

### Cinema
- Il maledetto United (The Damned United) (2009) (distribuito da Columbia Pictures)
- The Lady - L'amore per la libertà (The Lady) (2011) (con EuropaCorp (Francia))
- All in Good Time (2012)
- Dark River (2017)
- Il concorso (Misbehaviour) (2020)

## Riconoscimenti
- Broadcast Award for Best Independent Production Company (2011)